# Oslo Camerata

La Oslo Camerata es una orquesta de cámara noruega con sede en Oslo, Noruega. Se trata una orquesta clásica, principalmente de cuerdas, que forma parte del Instituto de Música Barratt. La orquesta se estableció en 1998 y se constituye sustancialmente de músicos profesionales, sin embargo, se aceptan alumnos para que participen en determinados proyectos. El repertorio consiste en música clásica y algunas composiciones nuevas; además, este conjunto ha sido descrito como una de las más innovadoras orquestas en Europa. La camerata ha tenido interpretaciones a lo largo de toda Noruega con el apoyo del Ministerio de Cultura del país y también ha visitado países como India, Brasil y México. Ha grabado tres CD desde 2006.

## Composiciones y repertorio
La Oslo Camerata se fundó en 1998 como el “ensamble en residencia” del Instituto de Música Barratt en Oslo. Está integrada principalmente por músicos profesionales; no obstante, hay estudiantes de licenciatura y maestría que son elegidos para participar en determinados proyectos. En esta orquesta se encuentran algunos de los más jóvenes músicos en el escenario clásico de Europa y es considerada como una de las más innovadoras orquestas. El núcleo de la camerata se conforma del fundador/director Stephan Barratt-Due, el violista Soon-Mi Chung y el chelista  Bjørn Solum.  La orquesta se encuentra establecida en el Instituto Barratt, ubicado en el Lyder Sagens en Oslo.
Su repertorio abarca desde la música barroca hasta la contemporánea y composiciones tanto de los jóvenes artistas como de los músicos ya reconocidos. La orquesta ha trabajado con artistas como  Truls Mørk, Julian Rachlin, Mischa Maisky, Henning Kraggerud, Arve Tellefsen, Ole Edvard Antonsen,  Juhani Lagerspetz, Christian Lindberg, Randi Stene y Per Arne Glorvigen.  Sobre todo, la Camerata y Truls Mørk han colaborado de manera muy cercana, pues este chelista suele ser el principal director invitado.

## Representaciones
La camerata ha recorrido cuatro continentes, fundamentalmente Europa.  En dicho continente ha aparecido en el XXVI  Ciclo de Introducción a la Música en España y en el Festival de Música de Canarias. También ha participado en otros eventos en España, y en Suiza.  Ha viajado y llevado a cabo extensas representaciones en su nativa Noruega incluyendo presentaciones en los festivales internacionales de Bergen y Noruega del norte; así como en los festivales de Oslo, Kristiansand y Stavanger con el apoyo del Ministerio de Cultura de Noruega.  La orquesta cuenta con su propia serie de conciertos en el pabellón de Old Masonic Lodge en Oslo. El objetivo de este conjunto de conciertos es el de combinar los talentos de artistas reconocidos, jóvenes músicos y solistas internacionales para presentar nueva y desconocida música más un repertorio clásico. En la India, la orquesta se presentó en in New Delhi, Bungalore, Bombay y Huderabat. En Brasil tocaron en el Mozarteum de São Paulo. Recientemente el conjunto fue invitado para participar en el Festival Internacional Cervantino del 2011 en Guanajuato, México, como representantes de Noruega, quien será el invitado especial.

## Discografía
La orquesta realizó un álbum de dos discos nombrado Holberg Suite, el cual se enfoca en la suite de cuerdas de Edvard Grieg.  Estos discos recibieron buenas críticas del Oslo Plus. Posteriormente, otra grabación salió a la venta en el 2010 con dos conciertos de violín interpretados por Louis Spohr y como solistas Henning Kraggerud y Øyvind Bjorå. Un tercer álbum fue estrenado en el 2011, el cual cuenta con las composiciones de Arne Nordheim.

## Otros proyectos
Desde el 2008, la orquesta ha estado trabajando en un proyecto para niños y jóvenes en Niterói, Brasil. Este proyecto se llama Projeto Aprendiz, el cual enseña música a maestros y alumnos, trabaja con ensambles locales, dona instrumentos y equipo y ayuda a la construcción de una librería musical. Este trabajo está copatrocinado por el Ministerio de Asuntos Exteriores de Noruega.